# Irmandade do Santíssimo Sacramento (Pirenópolis)
A Venerável Irmandade do Santíssimo Sacramento de Pirenópolis (VISSPIRI) é uma associação pública de fiéis católicos, canonicamente estabelecida na Igreja Matriz de Nossa Senhora do Rosário (Pirenópolis), local reconhecido pelo IPHAN como Patrimônio Histórico e Artístico do Brasil. Em 2019, pela Lei municipal 885/2019 a Irmandade foi declarada Patrimônio cultural imaterial do município.
Dentre as atribuições da Irmandade, está a missão de promover o culto a Eucaristia no ambiente paroquial, fazendo guarda ao Santíssimo quer seja nas exposições públicas ou no Viático além da realização da Missa In Coena Domini (Ceia do Senhor), Celebração da Páscoa, Corpus Christi com a respectiva procissão, além de missa semanal as quintas-feiras.
Pela piedade popular, a Irmandade assumiu a responsabilidade, assim como era costume das Irmandades do Santíssimo no século XVIII, a organização e realização dos solenes atos litúrgicos e para litúrgicos da Semana Santa e a festa da padroeira, Nossa Senhora do Rosário, cuja Matriz se deu às expensas da Irmandade.
Devido a sua trajetória, até os dias atuais, a Irmandade exerce certa influência sobre as manifestações tradicionais do catolicismo em Pirenópolis, tal como a Festa da Padroeira, Festa de Passos e Semana das Dores, além da Festa do Divino Espírito Santo de Pirenópolis, que através de pedido mútuo entre a Irmandade, a Associação dos Imperadores, a Prefeitura Municipal e o IPHAN-GO, solicitaram formalmente o reconhecimento da Festa como Patrimônio Cultural Imaterial do Brasil.
Conforme atesta os Livros de Atas da Irmandade do Santíssimo, a Irmandade construiu o coro na Igreja Matriz, e assim, possibilitou o início da música sacra na cidade de Pirenópolis. Passaram a atuar neste momento, através do patrocínio das Irmandades sobretudo a do Santíssimo, diversas Orquestras Sacras, que executavam música barroca em latim. Também as Irmandades patrocinavam a produção e composição musical local. Destacou-se neste assunto o pirenopolino Antônio da Costa Nascimento. A única Orquestra remanescente de séculos passados e em atuação é o Coro e Orquestra Nossa Senhora do Rosário, fundado em 1893 em conjunto com a Banda Phoenix. A atuação da Orquestra do Rosário ainda mantém o uso do latim e das músicas barrocas, sobretudo nas celebrações tradicionais. Ainda pelo patrocínio da Irmandade ao longo de quase três séculos, foi possível constituir um conjunto patrimonial material entre imagens sacras, lanternas e cruzes de procissão, turíbulos e navetas, pálios, esquifes, sinetas, alfaias, paramentos e demais objetos litúrgicos, que em sua maioria, perdeu-se no incêndio da Igreja Matriz em 05 de setembro de 2002.

## Origens

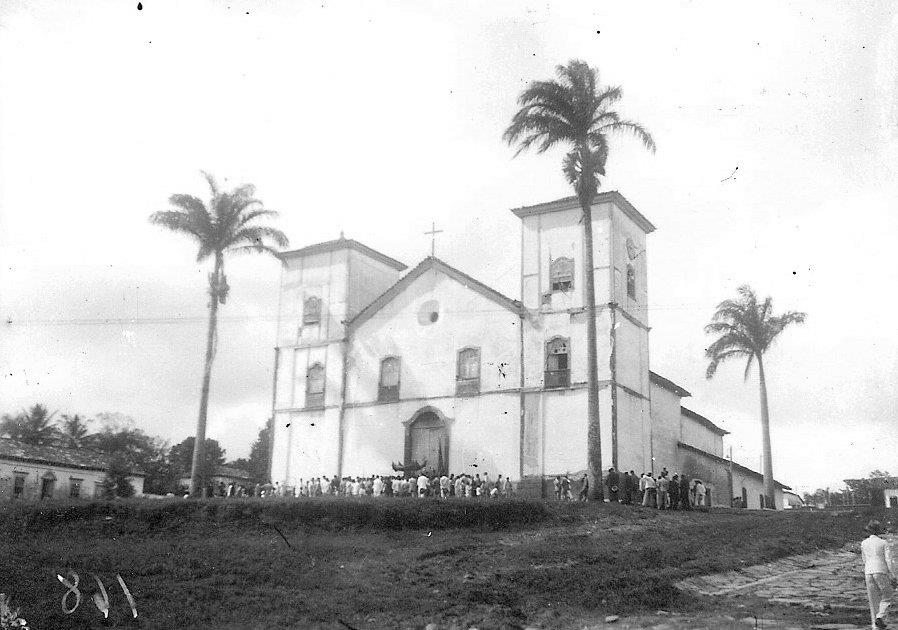
Procissão na Semana Santa. Promovida pela Irmandade do Santíssimo desde 1728, a Semana Santa é a mais antiga tradição religiosa local, registrada aqui na foto no início do século XX.

A Venerável Irmandade do Santíssimo Sacramento é uma confraria católica formada por leigos e clérigos na idade média, quando se instituiu a Solenidade de Corpus Christi pelo Papa Urbano IV, estando entre as mais antigas respeitadas Irmandades catolicismo, autorizada canonicamente pela bulla Dominus Noster Jesu Christi do Papa Paulo III, de 30 de novembro de 1539, espalhando-se por todo mundo católico.
O regime do Padroado proporcionou ao Brasil um sistema forte, palpado fortemente em valores do catolicismo, enraizado na Piedade popular, propagado pelas Irmandades e Confrarias em suas devoções aos santos, a Nossa Senhora e a Eucaristia, condicionando assim a rápida expansão e acepção de fiéis para a edificações dos templos, estratificando as camadas sociais ditando em qual Irmandade ou confraria tal classe social permitiria.
A história do Brasil colônia e império, reservou as Irmandades do Santíssimo o destaque de ser a principal Irmandade de cada lugarejo, pois sempre era instituída em templos que se tornaria a Igreja mãe da povoação, concentrando poder e riqueza, fazendo com que o membro dessa Irmandade, alcançasse grande projeção na sociedade.
O documento de criação da Irmandade do Santíssimo Sacramento da Freguesia de Nossa Senhora do Rosário de Meya Ponte até hoje é desconhecido devido a conturbada povoação de Goiás, mas sabe-se que sua origem está ligada a fundação da cidade de Pirenópolis em 1727, quando os mineradores portugueses se estratificaram formando a elite local, possibilitando em 1728 o pedido de criação, encaminhado e aceito por Dom Frei Antônio de Guadalupe OFM, Bispo de São Sebastião do Rio de Janeiro, sendo portanto a primeira confraria fundada em terras goianas.
Segundo a tradição, ela impulsionou às primeiras práticas católicas da cidade e, no mesmo ano de sua criação, iniciou a construção da Igreja Matriz de Pirenópolis para sediá-la, concentrando em seu meio riqueza e poder, influenciando todas a religiosidade católica pirenopolina até o final do século XX, sendo a Irmandade mais importante da região.
A primeira citação em documentos que atestam o comparecimento da Irmandade está em vários termos no Livro de Óbitos da Paróquia Nossa Senhora do Rosário, no qual a Irmandade cortejou enterro de vários Irmãos em 1734, já com as áreas de sepultamento bem definidas dentro do templo, com locais destinados ao grêmio da Irmandade na Capela-mor, o que confirma a tradição da sua fundação em 1728.
Ainda segundo Jayme, já em 1899, toda documentação antes de 1757 referente a Irmandade havia desaparecido, entre estes documentos a Provisão de criação, livros de atas, de despesas e receitas. A documentação a partir de 1757 demonstra que fizeram parte na Irmandade grandes vultos da história goiana, conforme documentos de seu arquivo, um dos maiores subsídios para pesquisas acerca do catolicismo goiano, cujos registros se dão a partir de 1757.

## Sede: Igreja Matriz de Pirenópolis
Com a falta e inexistência dos documentos oficiais da época, segundo a oratória popular local, as origens da criação da Irmandade se relaciona com a fundação de Meia Ponte atual cidade de Pirenópolis, que segundo o antigo costume do lugar, tem nossa Nossa Senhora do Rosário como a padroeira, cuja memória litúrgica é celebrada em 07 de outubro. Para melhor compreender sobre a ausência da documentação oficial, apenas em 2021 chegou-se a um consenso sobre a data de fundação de Pirenópolis com a Lei Municipal Nº 941 que instituiu 07 de outubro como data de fundação da cidade.
Mas sabe-se que em 1728, a sociedade da então Minas de Nossa Senhora do Rosário de Meia Ponte, com as devidas provisões e licenças da época, erigiram a Irmandade do Santíssimo Sacramento que assim como nas demais cidades do período colonial brasileiro, era a Irmandade responsável pela construção das Igrejas Matrizes, pois até então, somente nesta Igreja poderia haver o sacrário. Neste período, a Irmandade do Santíssimo começou a celebrar, além da Festa da Padroeira, os solenes atos da Semana Santa e Corpus Christi.
Conforme o Livro de batistério ainda presente no arquivo paroquial, partes da Igreja foi concluída rapidamente, pois já em 1732 foi realizado o primeiro batismo na Igreja do Rosário, demonstrando assim, a organização e agilidade de Meia Ponte, que almejava ser a Capital de Goiás bem como Diocese, um plano traçado por Dom António Luís de Távora, conde de Sarzedas, o que não se realizou, devido a morte deste governador. Em 1734, foram iniciados os registros no Livro de Óbitos dos sepultamentos dos membros da Irmandade do Santíssimo e demais autoridades realizados no local. Atuaram neste período, vários padres diocesanos: José Vieira de Paiva, José Pinto Braga, José Cardoso Marinho,  Manuel Teixeira, Antônio de Oliveira Gago, chegando ao número de 15 padres atuantes na paróquia.

Neste período, devido as muitas irregularidades na exploração do ouro, assassinatos e contrabandos no Arraial de Meia Ponte, em 1732, o  visitador diocesano Pe. José de F. Vasconcelos, tornou-se Capelão como interventor, estando a frente da Capela do Rosário até 1734, ano em que Pe. Pedro Monteiro de Araújo, assumiu como primeiro padre provisionado, ficando a frente da paróquia até 1741. Durante a administração de Monteiro, a Capela do Rosário foi elevada a condição de Igreja matriz, desmembrada da Paróquia de Sant'Ana de Vila Boa, a primeira paróquia de Goiás, sendo portanto, a do Rosário a segunda em idade no estado.
Também nesta época foram criadas outras 03 Irmandades na Igreja Matriz com seus respectivos altares laterais na nave: Irmandade Almas de São Miguel, Irmandade de Santo Antônio e Irmandade de Sant’Ana, além da Ordem Terceira de São Francisco de Paula, responsável também pela construção de um dos altares laterais da Igreja Matriz. Com a mudança dos Esmolares da Terra Santa para Traíras, a ordem terceira passou a administrar o Hospício e Capela até sua transferência para o estado, que o transformou em instituição de ensino e posteriormente  o demoliu no século XIX.
Em 1757 conforme atestam os Livros de Atas da Irmandade do Santíssimo, a Irmandade do Santíssimo construiu o coro na Igreja Matriz, e assim, possibilitou o início da música sacra na cidade de Pirenópolis. Passaram a atuar neste momento, através do patrocínio das Irmandades sobretudo a do Santíssimo, diversas Orquestras Sacras, que executavam música barroca em latim. Também as Irmandades patrocinavam a produção e composição musical local. Destacou-se neste assunto o pirenopolino Antônio da Costa Nascimento. A única Orquestra remanescente de séculos passados e em atuação é o Coro e Orquestra Nossa Senhora do Rosário, fundado em 1893 em conjunto com a Banda Phoenix. A atuação da Orquestra do Rosário ainda mantém o uso do latim e das músicas barrocas, sobretudo nas celebrações tradicionais.
Em 10 de julho 1832 o julgado de Meia Ponte foi elevado a vila, e em 18 de novembro deste mesmo ano, ocorreram as primeiras eleições para câmara municipal. Em 14 de abril de 1833, por não haver nenhum edifício destinado para tal fim, a Irmandade do Santíssimo cedeu o consistório para que além do uso da própria Irmandade, funcionasse também as seções da câmara. Dos 07 primeiros vereadores, 03 eram padres da paróquia e os demais, membros da Irmandade. A câmara funcionou no local até mudar para local específico. 

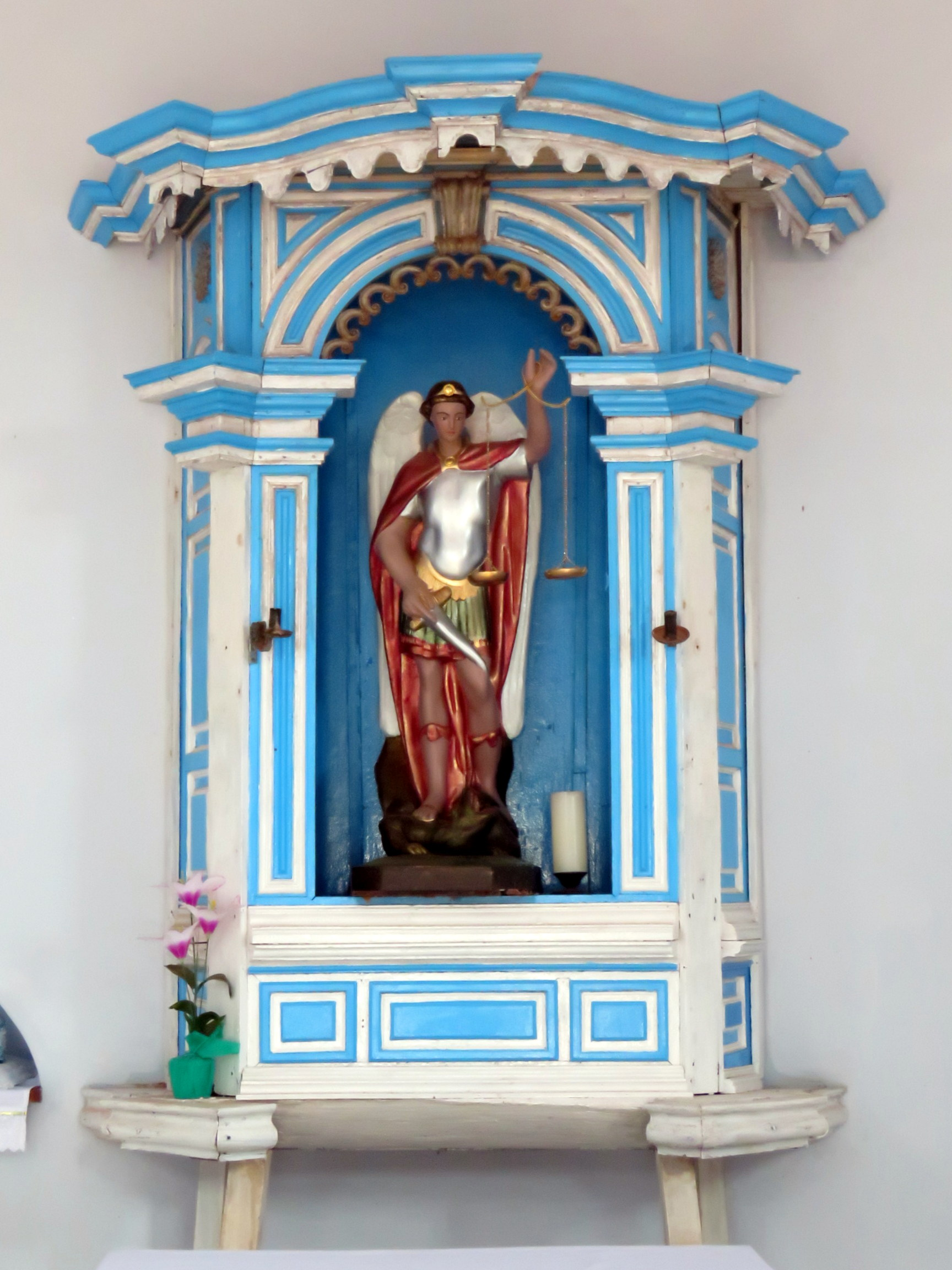
Retábulo da Capela do Cemitério São Miguel

Em 1856, devido a questionamentos sobre saúde pública, começou-se na cidade a discussão sobre a necessidade de construção de um cemitério e a paralisação dos sepultamentos nos templos religiosos, dentre eles a Igreja Matriz. A Câmara Municipal tomou providências obrigando os fazendeiros e lavradores da região contribuíram financeiramente para o empreendimento. Neste período, a maioria da população local era rural, tendo em vista da mudança da economia de mineração do ouro no final do século XVIII para a agricultura. Como não funcionou a obrigatoriedade imposta pela Câmara, a Irmandade, por iniciativa própria, entre os anos de 1867 a 1869 construiu o Cemitério São Miguel, e assim a cidade passou a contar com cemitério, cuja documentação ainda existe no arquivo paroquial. Atualmente a administração do referido cemitério é de responsabilidade da prefeitura local, a capela de entrada e a de celebrações do referido cemitério, que ainda possui um retábulo com traços barrocos, hoje são Patrimônio Cultural do Município.
Em 29 de fevereiro de 1896, Dom Eduardo Duarte Silva expediu uma provisão, pela qual designava a Irmandade do Santíssimo como fabriqueira da Igreja Matriz. Em 22 de março do ano seguinte, aquela confraria, por unanimidade de sua mesa, elegeu, para as funções de fabriqueiro, o honrado meiapontense Sebastião Pompeu de Pina, que exerceu as respectivas funções até a sua morte. Em 04 de janeiro de 1901, deliberou a Irmandade do Santíssimo Sacramento adquirir a casa de propriedade de Joaquim Gomes da Silva, situada na rua “Vigário Nascimento”, atual Rua Direita, por 1:300$000, para residência do novo vigário que deveria vir, condição essa imposta pelo ordinário diocese. Depois da morte do padre José Joaquim do Nascimento, diversos sacerdotes estiveram em Pirenópolis, mas em caráter transitório. Não efetivada a compra do imóvel acima citado, em  24 de fevereiro seguinte, resolveu aquela confraria comprar por 1:500$000 a casa da Rua Nova, atual Pouso do Frade, que durante décadas foi a casa Paroquial. Com os melhoramentos de que necessitava, ficou o imóvel em 4:000$000. Como a Irmandade, na ocasião, só dispunha de 2:600$000, o prestante cidadão Joaquim Pereira Vale emprestou-lhe, sem juros, a quantia de 1:400$000. O primeiro pároco a ocupar a referida casa foi 
1. padre Francisco Xavier Savelli,[21] italiano, quem no mesmo ano adquiriu no Rio de Janeiro uma imagem do Sagrado Coração de Jesus, chegando a imagem no dia 11 de junho na Igreja Nosso Senhor do Bonfim e de lá em procissão acompanhada por todas Irmandades, a Banda Euterpe e a Banda Phoenix foi entronizada no antigo altar de Santo Antônio na Igreja Matriz.[21] Também Padre Savelli introduziu na paróquia o Apostolado da Oração, que até hoje realiza as celebrações do Sagrado Coração de Jesus.

Em 1941, a Igreja Matriz foi tombada como Patrimônio Histórico e Artístico Nacional , sob o processo nº 241-T-1941, inscrita no Livro do Tombo Histórico sob nº 165, de 03 de julho de 1941, o tombamento incluiu todo o seu acervo, de acordo com a Resolução do Conselho Consultivo da SPHAN, de 13 de agosto de 1985, referente ao Processo Administrativo nº 13/85/SPHAN . Ao mesmo tempo em que se preservara a história através do tombamento da Igreja Matriz, ocorreu a começou a destruição da  Igreja do Rosário dos Pretos. Segundo José Claudino da Nóbrega, em neste período ele comprou diversas peças da antiga Igreja do Rosário, e seu vendedor destinou o produto da venda à ajuda na construção de um ginásio, o antigo Colégio Nossa Senhora do Carmo, atual Aldeia da Paz.
Em 1989, com o tombamento do Centro Histórico de Pirenópolis pelo IPHAN, as Igreja do Bonfim e do Carmo, localizadas dentro deste perímetro tornaram-se Patrimônio Nacional. Em 05 de setembro de 2002 a igreja Matriz sofreu um incêndio que consumiu o telhado e toda a parte interna do monumento. No mesmo ano iniciaram-se as obras de salvamento emergencial do edifício. O início das obras de restauração aconteceu em 2003, em 2004, foi aberta a exposição Canteiro Aberto, e a inauguração do templo reconstruído ocorreu em 30 de março de 2006. Desde então a Igreja está com seu uso regular, e voltou a ser o principal templo da paróquia.

## Estrutura e organização
A Irmandade de Pirenópolis ortodoxamente segue as disposições de seu Compromisso, o qual diretriz a  hierarquia, deveres e fazeres. 
O primeiro compromisso (atualmente chamado de estatuto) segundo JAYME perdeu-se com o tempo. No arquivo da Irmandade possui 2 Estatutos históricos o mais antigo aprovado em Mesa em 23 e maio de 1874, e o atual, de 21 de abril de 1911, autorizado por Dom Prudêncio Gomes da Silva, Bispo de Goiás, a qual diocese pertencia a Paróquia Nossa Senhora do Rosário, consequentemente a Irmandade. Está sendo elaborado pela Diretoria o novo Estatuto da Irmandade, tendo em vista as novas diretrizes da Igreja, Constituição Brasileira, Código de Direito Canônico e o Concílio Vaticano Segundo.
A hierarquia segue tradicionalmente o modelo dos primeiros documentos da instituição, sendo dirigida por uma Mesa Diretora, que tem o ordinário diocesano local como seu prior. A administração compete a Mesa Diretora eleita pelos membros da Irmandade a cada 02 anos. A presidência é exercida pelo Provedor, auxiliados pelo Tesoureiro, Secretário, Procurador, 4 zeladores e formada pelo grêmio da Irmandade ao qual compete a continuidade da mesma. 